# Quaker United Nations Office
Le Quaker United Nations Office (QUNO) (en français « Bureaux quaker auprès des Nations unies ») est une organisation non-gouvernementale représentant la Société religieuse des Amis (quakers) auprès de l'Organisation des Nations unies à Genève et New York.
Le QUNO fait suite au Centre quaker international de Genève (créé en 1923 dans le cadre de la Société des Nations), le changement de nom a eu lieu en 1977.
Le QUNO représente les quakers via le Comité consultatif mondial des Amis ((en) Friends World Committee for Consultation - FWCC) qui a un statut consultatif auprès du Conseil économique et social des Nations unies depuis 1948.

## Méthode de travail
Le QUNO se concentre sur un certain nombre de programmes (décrits ci-dessous). D'une part il relaie les intérêts des groupes quakers, d'autre part il s'adapte à l'agenda des organisations avec lesquelles il collabore.
Pour l'essentiel, le travail du QUNO consiste à faciliter le dialogue. Il organise des rencontres durant lesquelles les participants sont sur pied d'égalité. Ce sont des rencontres avec un petit nombre de personnes, libérées des exigences de la vie publique, dans un cadre informel et « off-the-record » (sans procès-verbal). Ce cadre facilite la compréhension des désaccords. Cette approche est résumée dans la citation qui suit, de l'écrivain et philosophe quaker Rufus Jones (1863-1948).

« Je mets tous mes espoirs dans les processus paisibles et les petits groupes, où se passent les changements et les événements cruciaux. »

— Rufus Jones, Quaker Faith and Practice, Britain Yearly Meeting, 1995:24.56.
L'équipe du QUNO propose de telles réunions, et répond aussi aux demandes qui lui sont faites. Les maisons quakers de Genève et New York sont spécialement conçues pour pouvoir accueillir de telles rencontres.

## Domaines d'activité
Les quakers se sont de tout temps engagés dans le travail pour la paix, qui est un de leurs « témoignages ». Selon le chercheur allemand Karsten Lehman, « Le lien entre les quakers et les Nations unies est tout d'abord fait de l'idéal pacifiste mondial, partie intégrale autant des convictions des quakers que de la Charte des Nations unies ».

### Construction de la paix

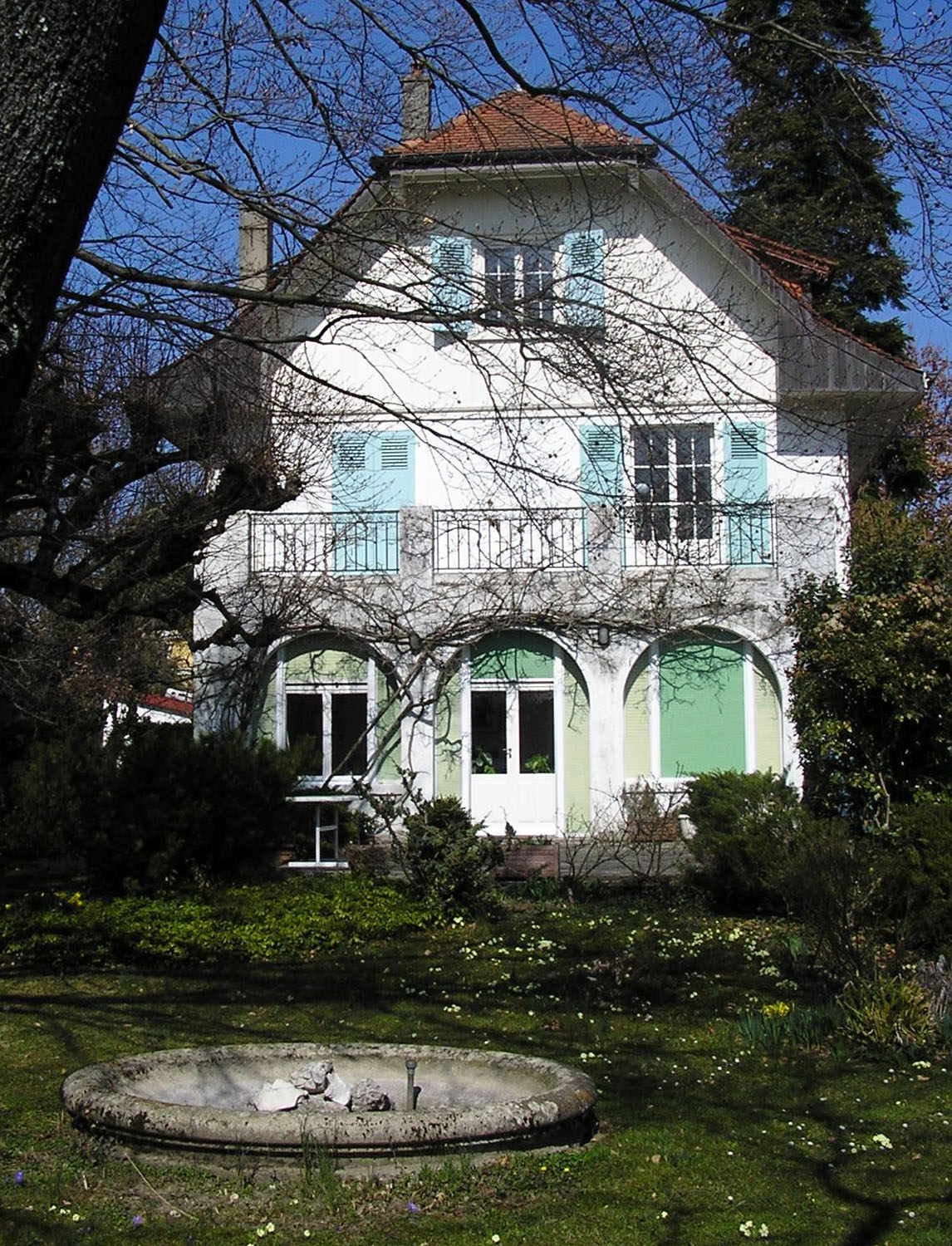
Le bâtiment abritant le QUNO à Genève.

Le programme du QUNO auprès de la Commission de consolidation de la paix (CCP) a pour objectif de faire le lien entre les actions de terrain des quakers et le travail fait au sein des Nations unies. La Commission de consolidation de la paix (CCP) est un organe consultatif intergouvernemental de l’ONU, créé en 2006, qui appuie les efforts de paix dans les pays sortant d’un conflit.

### Paix et désarmement
Dans ce domaine, le QUNO cherche à promouvoir la démilitarisation des zones de conflits, l'intérêt général pour les politiques de sécurité, l'attention aux racines économiques et sociales des conflits, l'étude des causes et des conséquences de la prolifération des armes, ainsi que le rôle des processus et acteurs de transformation non violente des conflits.

### Droits humains et réfugiés
Le QUNO travaille plus particulièrement sur les droits humains dans le contexte des conflits armés et la protection des réfugiés ainsi que sur les droits des personnes privées de liberté. Les droits des peuples autochtones et des rôles homme/femme sont traités dans tous les programmes.
Les priorités depuis les années 2000 sont les femmes en prison et les enfants de prisonniers, la protection des réfugiés, l'objection de conscience au service militaire, les droits des peuples autochtones, le Conseil des droits de l'homme des Nations unies, puis la crise climatique. Dans le passé, le QUNO a aussi travaillé sur les enfants soldats et les personnes déplacées.

### Questions économiques globales
Les priorités dès les années 2010 sont l'agriculture et l'alimentation (Food & Sustainability), et changement climatique et migrations. De manière générale, ce programme est aussi attentif aux questions concernant la diversité biologique, les connaissances traditionnelles, les droits humains et les politiques commerciales.
Précédemment, le QUNO s'est concentré sur les questions relatives à la migration de personnes fournissant des services, la propriété intellectuelle dans le contexte des négociations de l'Organisation mondiale du commerce, les accords commerciaux bilatéraux et l'OMPI.

## Organisations mères
Jusqu’en 2010, le QUNO était géré par trois organisations quaker internationales : le Comité consultatif mondial des Amis ((en) Friends World Committee for Consultation (en) - FWCC), organisme faisant le lien entre les quakers au niveau mondial ; American Friends Service Committee (AFSC) et Quaker Peace and Social Witness (QPSW - Grande-Bretagne), les deux organisations qui ont reçu le prix Nobel de la paix en 1947 pour leurs actions envers les civils victimes de la Seconde Guerre mondiale. En pratique, le bureau de Genève était placé sous la responsabilité de FWCC et du comité britannique QPSW, alors que le bureau de New York dépend de FWCC et du comité américain AFSC.
Depuis 2011, le QUNO-Genève est indépendant, tout en conservant des liens étroits avec les organisations mentionnées ci-dessus.

## Publications
La majorité des publications sont en anglais. Certains rapports sont traduits en français, espagnol, allemand ou encore en arabe. Toutes les publications sont disponibles en ligne.
Périodiques
- Geneva Reporter (3-4 fois par an)[Q 3]
- Rapport annuel (Annual Review)[Q 3]
- Lettres des assistants de programmes (Programme Assistants), trimestrielles, donnent une introduction aux différentes activités du QUNO.

Prises de position
Les statements sont oraux ou écrits, ils s'adressent à la Commission des Droits de l'homme et à d'autres organes des Nations unies ou aux organisations intergouvernementales.
- Exemple de prise de position : Human Rights of Women Prisoners and Children of Prisoners, FWCC Oral Statement at the 14th session of the Human Rights Council, juin 2010[Q 4].

Rapports
Chaque programme publie occasionnellement des rapports fournissant des informations ou analyses détaillées sur les sujets traités. Ils sont destinés au personnel des Nations unies, aux représentants des gouvernements, à ceux des organisations non-gouvernementales, et à la communauté des quakers.
- Exemple de rapport : Alimentation, diversité biologique et propriété intellectuelle : le rôle de l’Union internationale pour la protection des obtentions végétales (UPOV), par Graham Dutfield, février 2011. Disponible en anglais, espagnol et français.

## Historique

### Centre quaker international de Genève

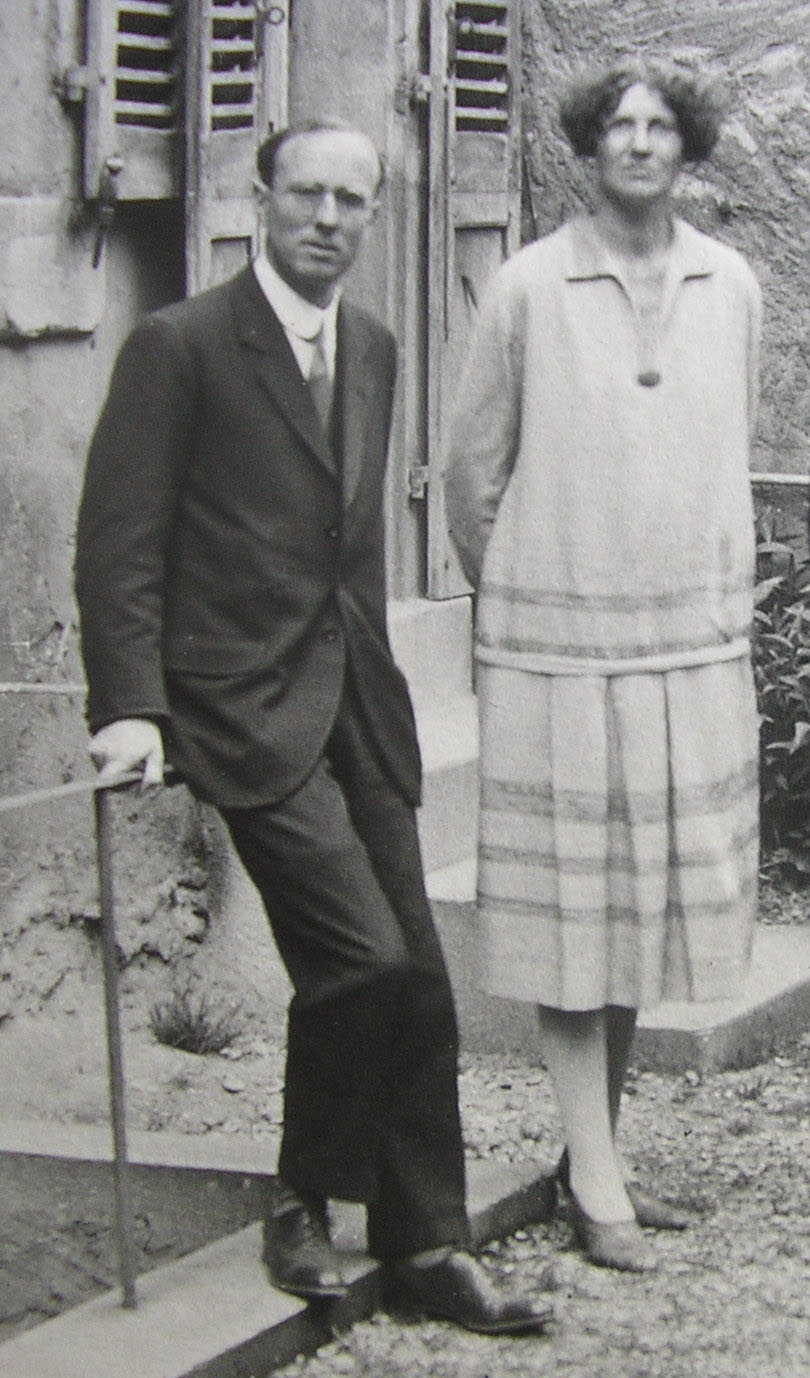
1927 : Bertram et Irene Pickard, secrétaires du Centre quaker international de 1926 à 1948, dans la cour du Centre situé à deux pas de la cathédrale.

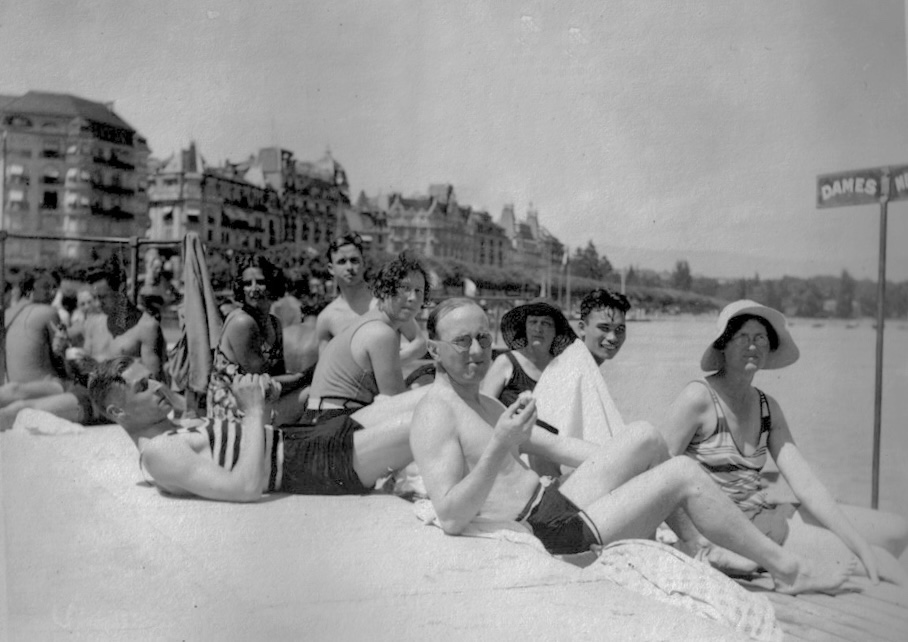
1930 : une vue insolite de Bertram et Irene Pickard (au centre et à droite), aux Bains des Pâquis, en compagnie d'usagers du Quaker student hostel.

En lien avec le groupe quaker existant à Genève dès 1918-1920, les quakers britanniques et américains suivent de près la création de la Société des Nations, et fondent un Centre quaker international à Genève en 1923. Sans discontinuer jusqu'à aujourd'hui, il y aura toujours au moins deux ou trois personnes salariées par le mouvement quaker pour assurer une présence auprès des organisations internationales à Genève (sauf une brève interruption durant la Seconde Guerre mondiale). Le premier bureau est situé de 1920 à 1937 dans la vieille ville, à la rue de la Taconnerie, au départ dans les locaux de l'Institut Jean-Jacques-Rousseau mis à disposition par Pierre Bovet. Puis le Centre quaker se trouve au dernier étage du Palais Wilson jusqu'en 1942,.
Les secrétaires (dénommés plus tard « directeurs » ou « représentants ») du Centre international des premières décennies ont influencé durablement le travail des ONG auprès des organisations internationales. Il faut mentionner de 1926 à 1948 Bertram Pickard (1892-1973) et Irene Pickard (1891-1981) ; puis de 1952 à 1977 J. Duncan Wood (1910-2006) et Katharine Wood (1919-2001).
Entre 1952 et 1976, plus de 1 400 diplomates ont participé à des rencontres organisées à leur intention dans le cadre du programme Quaker Conferences for Diplomats. Ces rencontres étaient résidentielles et duraient plusieurs jours, elles réunissaient des diplomates de plusieurs continents, parfois avec leur famille. La première conférence a eu lieu à Clarens dans le canton de Vaud, en Suisse.
Depuis 1973, les bureaux du QUNO sont situés dans un bâtiment acquis par une fondation quaker, à l'avenue du Mervelet (Petit-Saconnex).

### Maison quaker de New York
La maison quaker de New York a été donnée par un petit groupe de donateurs en 1953, afin de soutenir une présence quaker permanente auprès de l'ONU.

### Quaker United Nations Office
Le Centre quaker international est renommé en Bureau quaker auprès des Nations unies en 1977.
Le bureau de Genève était financé et dirigé par un comité désigné par Britain Yearly Meeting (BYM, l'Assemblée des quakers britanniques), via son comité Paix et témoignage social quaker (Quaker Peace and Service, devenu Quaker Peace and Social Witness, QPSW). Depuis 1998, dans le but d'élargir le cercle des organisations responsables du QUNO-Genève, le comité est composé de cinq membres désignés par le comité central de QPSW, et cinq autres par le comité exécutif et les sections de FWCC.
En 2002, Le Conseil économique et social a accordé le « statut consultatif général » à FWCC (qui avait depuis 1948 un « statut consultatif spécial »), autorisant ainsi le QUNO à proposer des points pour l’ordre du jour des organes du Conseil, en plus de la possibilité de soumettre des communications écrites et des pétitions.

## Reconnaissance
En juin 2013, l’organisation Action On Armed Violence (Action contre la violence armée) a cité les directeurs des bureaux quaker de New York et de Genève (Andrew Tomlinson et Jonathan Woolley) dans une liste des 100 acteurs globaux les plus influents pour la réduction de la violence armée dans le monde.